# Chileense presidentsverkiezingen 1925
De Chileense presidentsverkiezingen van 1925 vonden op 22 oktober van dat jaar plaats. Het waren de eerste verkiezingen onder de nieuwe grondwet van 1925. De verkiezingen werden gewonnen door de kandidaat van de Partido Liberal Democrático, Emiliano Figueroa. De kandidatuur van Figueroa werd ook gesteund door de Partido Liberal, Partido Conservador, Partido Liberal Doctrinario, Partido Radical en de Partido Demócrata. 
| Kandidaat | Kandidaat | Kandidaat                 | Partij | Partij | Coalitie                | Stemmen | Percentage |
| --------- | --------- | ------------------------- | ------ | ------ | ----------------------- | ------- | ---------- |
|           |           | Emiliano Figueroa Larraín |        | PLD    | PLD-PL-PCon-PLDo-PR-PDa | 186.187 | 71,36%     |
|           |           | José Santos Salas Morales |        | USR    | USR-PCCh                | 74.091  | 28,40%     |
|           |           | Andere kandidaten         |        |        |                         | 617     | 0,24%      |
| Totaal    | Totaal    | Totaal                    |        |        |                         | 260.895 | 100%       |

## Bron
- (es)  Elección Presidencial 1925